# I Have a Lover
I Have a Lover (en hangul, 애인 있어요; romanización revisada, Aein Isseoyo), conocida en español como Tengo un amante, es una serie de televisión surcoreana emitida por SBS desde el 22 de agosto de 2015 hasta el 20 de diciembre de 2017, que fue protagonizada por Kim Hyun-joo, Ji Jin-hee, Park Han-byul y Lee Kyu-han.

## Sinopsis
La ambiciosa y exitosa abogada Do Hae-gang (Kim Hyun-joo), y su esposo, Choi Jin-eon (Ji Jin-hee), tienen una relación disfuncional. Pierden a su hijo y Jin-eon comienza una aventura con una mujer mucho más joven, Seol-ri (Park Han-byul). Dokgo Yong Gi es la hermana gemela desconocida de Do Hae Gang. Después del divorcio de la pareja, Hae Gang se ve envuelto en un misterioso accidente automovilístico y pierde la memoria. Baek Seok (Lee Kyu-han), confundiendo a Hae Gang con Yong Gi, salva a Hae Gang y la hace vivir como Yong Gi. Hae Gang se convierte en el prometido de Baek Seok y vive con su familia. ¿Qué pasará cuando Jin Eon y Hae Gang se encuentren de nuevo? ¿Podrá la pareja volver a ser como era antes?

## Reparto

### Personajes principales
- Kim Hyun-joo como Do Hae-gang (nombre de nacimiento: Dokgo On-gi)/Dokgo Yong-gi.
- Ji Jin-hee como Choi Jin-eon.
- Park Han-byul como Kang Seol-ri.
- Lee Kyu-han como Baek Seok.

### Personajes secundarios
La familia de Choi Jin-eon
- Dokgo Young-jae como Choi man-ho, el padre de Jin-eon.
- Na Young-hee como Hong Se-hee, la madre de Jin-eon.
- Baek Ji-won como Choi Jin-li, la media hermana de Jin-eon.
- Gong Hyung-jin como Min Tae-seok, el esposo de Jin-li.

Familia de hermanas Dokgo Yong-gi/Do Hae-gang.
- Kim Chung como Kim Kyu-nam, la madre de las hermanas.
- Kang Boo-ja como Nam Cho-rok, la abuela de Yong-gi.
- Kim Ha-yoo como Dokgo Woo-joo, la hija de Yong-gi, alias Zhang Ling.

La familia de Baek Seok
- Choi Jung-woo como Baek Jun-sang, el padre de Baek Seok.
- Seo Ji-hee como Baek Ji.
  - Park Ha-young como Baek Ji (joven).
- Seo Dong-hyun como Baek Hyun.
- Shin Soo-yeon como Baek Jo.
  - Lee Chae-mi como Baek Jo (joven).
- Kim Do-yeop como Baek Bum.
- Ahn Jung-woo como Baek Jun.

Personajes extendidos
- Lee Jae-yoon como Min Kyu-suk, hermano de Tae-seok.
- Seo Dong-won como Go Hyun-woo, amigo de Jin-eon.
- Lee Seung-hyung como Kim Tae Ho, la mano derecha de Tae-seok.
- Jang Won-young como Gerente Byun Gang-seok, supervisor directo de Yong-gi.
- Kim Bo-jung como Song Mi-ae, colega / amiga de Yong-gi.
- Kang Seo-jun como colega de Yong-gi.
- Lee Jae-woo como Kim Sun-yong, la prometida de Yong-gi.
- Lee Sang-hoon como chico ordenado por Tae-seok para seguir a Yong-gi.
- Lee Si-won como Lee Hae Joo, demandante del caso Teracop.
- Hwang Min-ho como esposo de Lee Hae Joo.
- Han Dong-hwan como abogado de Lee Hae Joo.
- Kim Ho-chang
- Lee Ji-yeon
- Seo Bo-ik
- Ahn Sung-gun
- Kang Jun-seok
- Kim Yong-wan
- Jo Ha-lin
- Park Jung-min
- Lee Won-jang
- Han Yeol

## Banda sonora

### Parte 1
| N.º | Título                                 | Artista             | Duración |  |
| 1.  | «우리 두 사람» (The Two of Us)         | 이은미 (Lee Eun Mi) | 4:47     |  |
| 2.  | «우리 두 사람 (inst.)» (The Two of Us) | 이은미 (Lee Eun Mi) | 4:47     |  |

### Parte 2
| N.º | Título                 | Artista  | Duración |  |
| 1.  | «세월» (Years)         | 류 (Ryu) | 4:26     |  |
| 2.  | «세월 (inst.)» (Years) | 류 (Ryu) | 4:26     |  |

### Parte 3
| N.º | Título              | Artista  | Duración |  |
| 1.  | «사랑하고 사랑해도» | 류 (Ryu) | 4:36     |  |

## Premios y nominaciones
| Año  | Premio                    | Categoría                                                      | Recipiente                | Resultado |
| ---- | ------------------------- | -------------------------------------------------------------- | ------------------------- | --------- |
| 2015 | 4th APAN Star Awards      | Premio a la excelencia superior, actor en una serie dramática  | Ji Jin-hee                | Ganador   |
| 2015 | 4th APAN Star Awards      | Premio a la excelencia superior, actriz en una serie dramática | Kim Hyun-joo              | Ganadora  |
| 2015 | 23rd SBS Drama Awards     | Premio a la excelencia superior, actor en una serie dramática  | Ji Jin-hee                | Nominado  |
| 2015 | 23rd SBS Drama Awards     | Premio a la excelencia superior, actriz en una serie dramática | Kim Hyun-joo              | Ganadora  |
| 2015 | 23rd SBS Drama Awards     | Premio a la excelencia, actor en una serie dramática           | Lee Kyu-han               | Nominada  |
| 2015 | 23rd SBS Drama Awards     | Premio a la actuación especial, actriz una serie dramática     | Park Han-byul             | Ganadora  |
| 2015 | 23rd SBS Drama Awards     | Premio a la actuación especial, actriz una serie dramática     | Baek Ji-won               | Nominada  |
| 2015 | 23rd SBS Drama Awards     | Premio a la popularidad de los internautas                     | Kim Hyun-joo              | Ganador   |
| 2015 | 23rd SBS Drama Awards     | Mejor pareja                                                   | Ji Jin-hee y Kim Hyun-joo | Ganadores |
| 2015 | 23rd SBS Drama Awards     | Top 10 Stars                                                   | Kim Hyun-joo              | Ganador   |
| 2015 | 23rd SBS Drama Awards     | Top 10 Stars                                                   | Ji Jin-hee                | Ganadora  |
| 2016 | 52nd Baeksang Arts Awards | Mejor actriz (TV)                                              | Kim Hyun-joo              | Nominada  |
| 2016 | 9th Korea Drama Awards    | Premio a la excelencia superior, actriz                        | Kim Hyun-joo              | Nominada  |

## Emisión internacional
- Filipinas: ABS-CBN (2019).
- Hong Kong: Drama Channel (2017).
- Taiwán: Videoland Drama (2016).